# Ringing the Bull
Ringing the Bull ist ein Geschicklichkeitsspiel, das hauptsächlich in englischen Pubs gespielt wird. Ziel des Spiels ist es, einen an einer Schnur hängenden Ring auf einen Haken zu schwingen. In Deutschland wurde das Spiel durch die Fernsehshow Schlag den Raab bekannt.

## Spielaufbau und Regeln
An einer langen, senkrecht hängenden Schnur ist ein Metallring befestigt. An der gegenüberliegenden Wand ist in Reichweite des Rings ein nach oben offener Haken befestigt. Der Spieler muss den Ring an der Schnur so schwingen, dass er auf dem Haken hängenbleibt. In den Pubs hängt der Haken oft an einem ausgestopften Tierkopf. In einer anderen Variante hängt die Schnur an einem Galgen und der Haken ist am senkrechten Balken des Galgens befestigt.

## Ursprung des Namens
Der Metallring ähnelt den Nasenringen, mit denen manche Bullen gezähmt werden. Wenn der Ring mit der Schnur am Haken hängt, sieht es so ähnlich aus wie bei einem Bullen, der am Nasenring gezogen wird.

## Geschichte
Die Ursprünge des Spiels werden in Jerusalem vermutet. Kreuzritter brachten das Spiel nach England. Dort wurde es zum ersten Mal in der Taverne The Trip to Jerusalem gespielt, dessen Geschichte bis ins Jahr 1189 zurückreicht. Es gibt auch eine Variante in der Karibik, die das Spiel mit der Fischerei in Verbindung bringt. Als Erfinder werden Piraten und der Schriftsteller Ernest Hemingway genannt. Als ältester schriftlicher Beleg in England gilt das Buch Men of Character von D. Jerrold aus dem Jahr 1838: „After that, he must visit the gypsies; then he must ring-the-bull. [...] There is first the lucky-bag-then the sticks-then the ringing-the-bull-then the round-about.“

## Das Spiel beiSchlag den Raab
In der deutschen Spielshow Schlag den Raab wurde Ringing the Bull in der 49. Ausgabe in der Nacht vom 15. zum 16. November 2014 gespielt – würde der Kandidat gewinnen, so erhielte er 2,5 Mio. Euro. Dabei wurde der Spielaufbau mit dem Galgen verwendet. Stefan Raab und sein Gegner hatten abwechselnd jeweils fünf Versuche, um den Haken zu treffen. Nach einer Stunde und 53 Minuten Spielzeit hatten beide Kontrahenten das Ziel nicht ein einziges Mal getroffen, sodass das Spiel ergebnislos abgebrochen wurde. Im Ersatzspiel setzte sich der Kandidat durch.